# Brometo de etilmagnésio
Brometo de etilmagnésio é um composto de Grignard de fórmula C2H5MgBr ou C2H5Mg+·Br−, isto é, um íon magnésio ligado covalentemente a um grupo etil e ionicamente a um ânion brometo. É largamente usado em laboratório na síntese de compostos orgânicos.

## Reações
Além de atuar como o equivalente sintético do ânion etil para adição nucleofílica, brometo de etilmagnésio pode ser usado como base forte para desprotonar vários substratos:
RC≡CH  +  EtMgBr  →  RC≡CMgBr  +  EtH
Nesta aplicação, o brometo de etilmagnésio foi suplantado pelos reagentes de organolítio.

## Preparação
Brometo de etilmagnésio é vendido comercialmente, geralmente em soluçaõ em éter dietílico ou tetraidrofurano. Pode ser preparado pelo processo habitual dos compostos de Grignard — reagindo bromoetano com magnésio em meio anidro (éter dietílico):
EtBr + Mg → EtMgBr